# Ichalía (Tríkala)
Ichalía (grec moderne : Οιχαλία) est une localité située dans le dème de Farkadóna, dans le district régional de Tríkala, dans la périphérie de Thessalie, en Grèce.
Selon le recensement de 2021, elle compte 2 115 habitants.
Le village, qui s'appelait originellement Niochori (Νηοχώρι) puis Néochorion (Νεοχώριον) à partir de 1940, a été finalement renommé en 1981 du nom de la cité antique d'Œchalie, dont l'emplacement est inconnu.